# Latil FB6
Le Latil FB6 est un modèle de poids lourds fabriqué par l'entreprise française Latil dans les années 1930. Le code F indique le moteur et le code B6 indique le modèle de châssis, décliné ensuite en version normale (FB6N) et longue (FB6L). Il est utilisé par l'Armée française au début de la Seconde Guerre mondiale.

## Conception

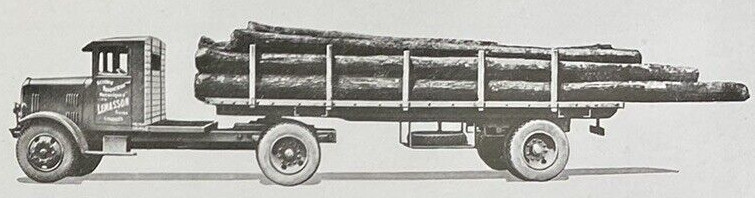
Semi-remorque Latil FB6, pour transport de grumes (extrait d'une brochure commerciale Latil).

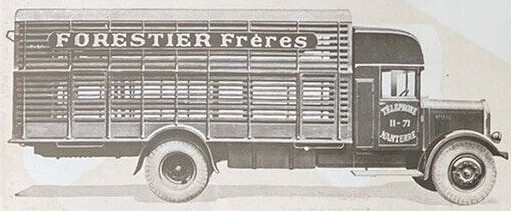
Bétaillère sur châssis Latil FB6 long (extrait d'une brochure commerciale Latil).

Le moteur est un Latil type F (essence) à 4 cylindres de 110 × 160 mm, développant 68 ch à 1 750 tr/min.
Deux types de châssis existent, version normale à empattement de 4,10 m (longueur totale 6,388 m) et version longue à empattement de 5,14 m (longueur totale 8,444 m), ainsi qu'une variante à semi-remorque (empattement du châssis 4,10 m et longueur totale avec la semi-remorque 10,104 m). Sur châssis B6 sont également construit d'autres modèles d'aspect proche du FB6, comme le H1B6 à moteur diesel,, ou le FGIB6 à gaz de ville.
Les annonces civiles indiquent que le Latil FB6 châssis normal ou long dispose d'une charge utile de 7 t, tandis que l'Armée le classe dans les camions de 5 t de charge utile. 

## Production et usage militaire
Ce modèle est produit de 1933 à 1939, dont 211 FB6N.
En France, l'Armée de terre et l'Armée de l'air reçoivent à partir de 1933 une centaine de FB6, en version bâchée standard, TTN (transport de toutes natures), citerne et camion atelier modèle 1932 (caisse en bois avec vitres translucides et châssis en col de cygne). Les FB6 sont toujours en service en 1940 pendant la bataille de France.
Le Latil FB6 est remplacé dans les commandes militaires par le Latil FSPB4 d'aspect similaire.